# Ahtum
Ahtum, Achtum, Ohtum sau maghiară Ajtony, a fost voievod (sau cneaz) de origine pecenegă al unei formațiuni statale medievale timpurii localizată pe teritoriul Banatului istoric (teritoriul dintre Tisa, Mureș, Dunăre și Carpați), în prima jumătate a secolului al XI-lea, având ca reședință cetatea Morisena sau Maresiana, pe malul Mureșului. 
Ahtum a construit în Morisena, cu binecuvântarea episcopilor de rit grecesc, o mănăstire de călugări închinată Sfântului Ioan Botezătorul și condusă de un egumen. A doua mănăstire ortodoxă a lui Ahtum, „Ahtum-monostur” a fost ridicată la finele veacului al X-lea, ori în primii ani ai secolului al XI-lea. Ruinele se văd la 10 km sud-vest de Pecica, Arad.

După cucerirea orașului Vidin în 1002 de către bizantini, Ahtum se botezase în episcopia greacă a orașului.

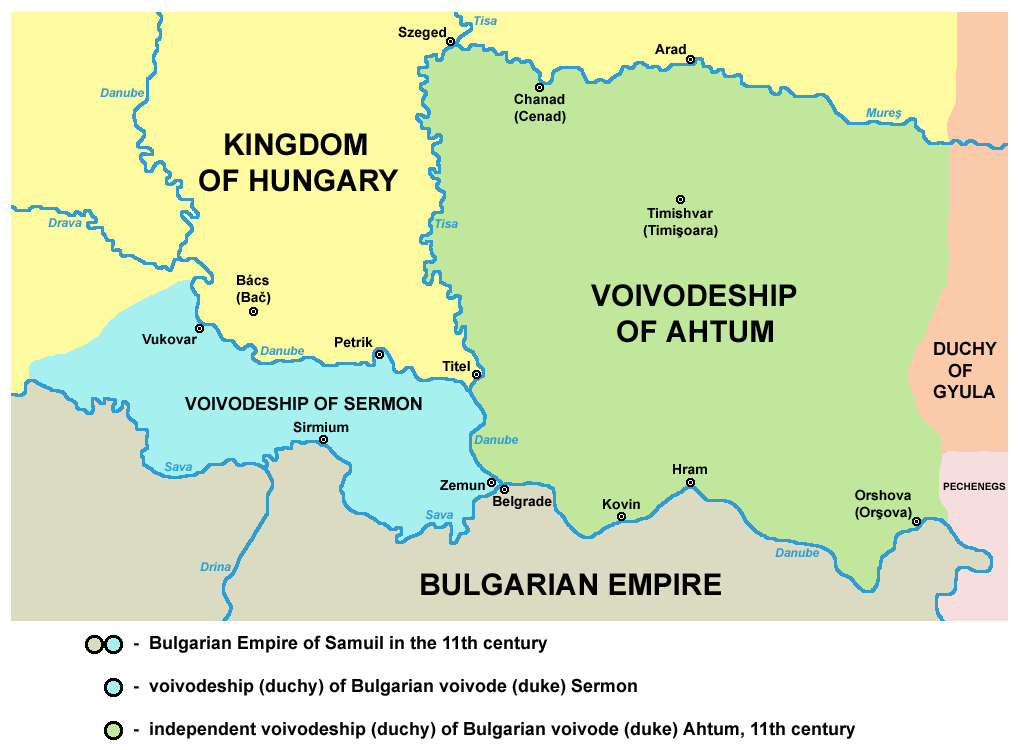
În verde, voievodatul lui Ahtum, viitorul Banat de Timișoara

Prin 1030, profitând de faptul că protectorul lui Ahtum, împăratul bizantin, era ocupat cu războaiele din Asia Mică, regele Ungariei îi poruncește lui Chanadin (un bănățean fost general de-al lui Ahtum) să preia puterea în țara lui Ahtum. Ahtum câștigă prima bătălie de lângă Beba Veche de astăzi, dar moare în bătălia pierdută de la Tomnatic. Sub pretextul de a pune capăt unui război civil între pretendenții ducatului Morisenei, regele ungar Ștefan ocupă Banatul.
După bătălia de la Tomnatic, familia lui Ahtum a încercat să fugă din Morisena, dar a fost surprinsă lângă Sânnicolau Mare, unde se presupune că ar fi îngropat Tezaurul de la Sânnicolau Mare.